# Maria Claudia Espindola
María Claudia Espíndola Scarpetta es una educadora de la Pontificia Universidad Javeriana. Espíndola es conocida por sus estudios, investigaciones y publicaciones así como su gran experiencia en educación y temas sociales.

## Biografía
Nació en Cali, en el departamento colombiano de Valle del Cauca, el 8 de septiembre de 1950. Su padre es ecuatoriano y su madre caleña. Tiene un hijo, Luis Felipe Ruiz Espíndola.
Estudió su bachillerato en el Colegio Anglocolombiano de Bogotá (Anglo Colombian School) en donde empezó a mostrar sus dotes de líder cuando fue elegida Capitana de la Casa Rodney. Es una educadora, graduada en la Pontificia Universidad Javeriana, conocida por sus estudios, investigaciones y publicaciones así como por su amplia experiencia en todos los niveles del sector educativo y del sector social en general.
Diseñó y coordinó, entre 1983 y 1987, la Maestría en Educación de Adultos con énfasis en Desarrollo de Comunidades Vulnerables de la Universidad de San Buenaventura, Cali y Bogotá. Este programa fue muy bien calificado y se destacó por su gran demanda, entre otros motivos, porque fue pionero en el país y respondió a las reales necesidades que ella había identificado durante el período, 1978-82, en el que se desempeñó como Jefa de la División de Evaluación del Ministerio de Educación Nacional.
Fue profesora de la Universidad del Rosario en la que diseñó, además, el Programa de Participación Ciudadana para el Control Fiscal que fue financiado por las Naciones Unidas, gracias a que se ganó la licitación.
Fue la delegada de COLCIENCIAS —desaparecida agencia colombiana para el desarrollo de la ciencia y la tecnología—, ante el Consejo de Política de Educación Superior —CESU— durante los años 2003 al 2005 en los que trabajó como asesora de la dirección general del instituto que rige la ciencia y la tecnología en Colombia. 
Los proyectos, que ha diseñado y gerenciado, para el desarrollo de comunidades vulnerables, han tenido reconocimiento nacional e internacional.
Fue asesora del Presidente de la República, Virgilio Barco en temas sociales y en los procesos de paz 1987-1992.
Podemos señalar, entre otros cargos, que fue asesora del doctor Guillermo Rueda Montaña, presidente de la Cruz Roja Colombiana - CRC -, 1994-2000. Diseñó y dirigió el Programa de Bienestar Comunitario de la CRC que tuvo, en ese entonces, un impacto positivo y fue destacado por los medios de comunicación. Así mismo, representó a la Cruz Roja en la Conferencia internacional de bienestar social, que se llevó a cabo en 1999 en Jerusalén, con una ponencia sobre desarrollo de comunidades vulnerables que fue seleccionada para ser presentada ante los ministros de estado y presidentes de importantes universidades que asistieron a este evento.
Ha sido columnista de la página editorial de el periódico El Tiempo (Colombia) y de periódicos regionales. 
Ha sido consultora de varias organizaciones y durante los años 2007 y 2008 se radicó en la ciudad de Washington D. C. para fortalecer sus relaciones con líderes de los sectores gubernamental, empresarial, académico y de la sociedad civil.
Se desempeñó en el 2009 como asesora estratégica, de coordinación interinstitucional y de comunicaciones. Proyecto Cali 500 años, Visión 2036. Instituto de prospectiva, Innovación y gestión del conocimiento de a Universidad del Valle. En el 2010 fue nombrada asesora de la rectoría de Univalle. 
En el 2011 formó parte del gabinete del gobernador Francisco José Lourido como directora de la Casa del Valle en Bogotá. Fue elegida directora de la Red de Delegados de los Gobernadores en Bogotá. 
Durante el 2012 ha desempeñado la función de consultora nacional e internacional en temas relacionados con el sector social.
Pertenece a diferentes asociaciones tales como el Diálogo Interamericano con sede en Washington D. C., Estados Unidos. Fue invitada a asociarse a este importante centro de pensamiento por su presidente, Michael Shifter.